# Strzegowo (Mazovië)
Strzegowo is een dorp in de Poolse woiwodschap Mazovië. De plaats maakt deel uit van de gemeente Strzegowo en telt 1600 inwoners.